# Élisabeth de Clare
Titres
Dame de Clare
15 novembre 1317 – 4 novembre 1360
(42 ans, 11 mois et 20 jours)
Baronne Damory
24 novembre 1317 – 14 mars 1322
(4 ans, 3 mois et 18 jours)
Baronne Verdun
4 février 1316 – 27 juillet 1316
(5 mois et 23 jours)
Élisabeth de Clare (16 septembre 1295 – 4 novembre 1360), suo jure 11e dame de Clare, est une femme de la noblesse anglaise du XIVe siècle. Issue de la puissante famille de Clare, elle est la troisième et dernière fille de Gilbert de Clare, 7e comte de Gloucester et 6e comte de Hertford, et de Jeanne d'Angleterre, ce qui fait d'elle une des petites-filles du roi Édouard Ier d'Angleterre. Dès 1308, elle sert les intérêts politiques de son frère Gilbert, 8e comte de Gloucester, en épousant le seigneur irlandais Jean de Bourg, héritier du comte d'Ulster. Veuve après quelques années de mariage, Élisabeth est rappelée en 1316 en Angleterre par son oncle, le roi Édouard II, mais est promptement enlevée par le baron Théobald II de Verdun, qui convoite son héritage. Après une brève union avec ce dernier, Élisabeth se retrouve veuve une seconde fois.
Édouard II espère tirer profit du remariage sa nièce, qui est devenue l'héritière des seigneuries de Clare dans le Suffolk et d'Usk au pays de Galles à la suite de la mort sans postérité de son frère Gilbert en 1314. De ce fait, il choisit en 1317 de lui faire épouser un de ses nouveaux favoris, le baron Roger Damory,,. Mais l'ascension dans les faveurs du roi d'Hugues le Despenser pousse bientôt Damory à rallier la fronde baronniale. Élisabeth perd son époux au cours d'une rébellion infructueuse contre le roi et son favori en 1322 et est en conséquence harcelée par son oncle pour céder plusieurs de ses biens à Despenser. Elle ne recouvre l'intégralité de ses possessions qu'à la chute d'Édouard II en 1326. Par la suite, elle mène une existence discrète et pieuse, mais aux conditions très confortables, retirée dans son douaire jusqu'à sa mort en 1360.

## Biographie

### Origines et premier mariage
Élisabeth de Clare naît le 16 septembre 1295 à Tewkesbury dans le Hertfordshire. Elle est la troisième et dernière fille de Gilbert de Clare,, 7e comte de Gloucester et 6e comte de Hertford, et de Jeanne d'Angleterre,, une des filles du roi Édouard Ier d'Angleterre. Son père Gilbert, l'un des nobles les plus riches et les plus puissants d'Angleterre à la fin du XIIIe siècle, meurt dès le 7 décembre 1295, à peine trois mois après la naissance de son quatrième et dernier enfant. Élisabeth grandit avec ses sœurs Éléonore et Marguerite et son frère Gilbert. Sa mère se remarie dès janvier 1297 avec Raoul de Monthermer et lui donne quatre enfants, mais on ignore s'ils ont été élevés aux côtés des enfants du premier lit de Jeanne. L'enfance d'Élisabeth, tout comme celle de ses sœurs, demeure largement méconnue. Leur mère meurt le 23 avril 1307 et, par conséquent, leur frère aîné Gilbert lui succède dans les comtés de Gloucester et de Hertford. 
À l'été 1308, Élisabeth accompagne son frère Gilbert à Waltham Abbey pour y accomplir un double mariage avec deux des enfants du magnat irlandais Richard le Comte Rouge, 2e comte d'Ulster. Elle épouse le 30 septembre suivant Jean de Bourg,, le fils aîné et héritier du comte d'Ulster, tandis que le comte de Gloucester se marie avec la sœur de son nouvel époux, Maud. Son époux Jean retourne seul en Irlande, probablement parce qu'Élisabeth est jugée encore jeune lors de leurs noces. Elle l'y rejoint le 15 octobre 1309, peu après ses quatorze ans. Le 17 septembre 1312, Élisabeth de Bourg met au monde un fils, Guillaume. Quelques mois plus tard, le 18 juin 1313, son époux Jean est tué de façon inattendue au cours d'une escarmouche mineure. Veuve, Élisabeth reste en Irlande où elle s'occupe de l'éducation de son seul enfant, désormais destiné à succéder au comté d'Ulster dès la mort de son grand-père paternel Richard.
Toutefois, la mort de son frère aîné Gilbert lors de la bataille de Bannockburn le 24 juin 1314 bouleverse complètement la situation et, bien que Maud de Bourg feigne d'être enceinte de son époux afin de retarder la division du vaste héritage de Clare, dont la rente annuelle est estimée à 6 000 livres sterling, Élisabeth en devient l'une des trois cohéritières, aux côtés de ses sœurs aînées Éléonore et Marguerite. Sa main devient alors l'objet des convoitises de nombreux barons anglais et irlandais, séduits par l'importante part d'héritage d'Élisabeth. Affaibli depuis la déroute de Bannockburn et en butte face à l'opposition des barons menée par Thomas de Lancastre, son oncle maternel le roi Édouard II la rappelle en Angleterre à la fin de l'année 1315 pour qu'il puisse lui choisir un second mari parmi ses multiples courtisans. Élisabeth quitte définitivement l'Irlande au début de 1316, laissant au comte d'Ulster la tutelle de son jeune fils Guillaume.

### Deuxième et troisième mariages
Édouard II installe sa nièce au château de Bristol, mais ses plans pour la marier à l'un de ses partisans sont déçus lorsque le 3 février 1316, Élisabeth est enlevée par Théobald II de Verdun, 2e baron Verdun, ancien juge d'Irlande auquel elle était fiancée avant d'être rappelée en Angleterre et qui l'épouse le lendemain de son rapt. Furieux, le roi Édouard condamne les époux à une amende conséquente pour s'être mariés sans son autorisation. Théobald est sans doute attiré par les riches possessions d'Élisabeth, qui détient un tiers de l'héritage de son frère défunt. On ignore toutefois si Élisabeth a consenti au mariage, mais, comme le souligne sa biographe Frances Underhill, on ne dispose d'aucune preuve soutenant le contraire, d'autant qu'elle semble avoir connu auparavant son second mari. Élisabeth ne demeure pourtant mariée que pendant six mois car son époux meurt de la fièvre typhoïde dès le 27 juillet 1316, à Alton, dans le Staffordshire. Outre les trois filles qu'il a eues d'un mariage antérieur avec Maud Mortimer, Théobald de Verdun laisse sa seconde épouse enceinte. Élisabeth s'enfuit alors au prieuré d'Amesbury, où elle séjourne sous la protection de sa tante maternelle Marie, qui y est religieuse — elle avait déjà brièvement séjourné à ses côtés entre 1308 et 1309 —, et met au monde le 21 mars 1317 une fille, Isabelle de Verdun. Cette dernière devient immédiatement cohéritière, avec ses trois demi-sœurs, des nombreuses possessions que détenait son père en Irlande et dans les Midlands, en particulier dans le Derbyshire et le Lincolnshire.
Quelques semaines après la naissance de sa fille Isabelle, Élisabeth est donnée en mariage le 3 mai 1317 par son oncle Édouard II à Roger Damory, un chevalier qui était anciennement au service de son frère Gilbert et qui s'est élevé au rang de favori du roi à partir de 1315. Le 15 novembre 1317, le roi statue sur la répartition des terres de Gilbert de Clare : Élisabeth reçoit le titre de dame de Clare et un tiers de la baronnie de Kilkenny en Irlande, ainsi que diverses possessions dans le Suffolk et le Dorset. Par ailleurs, au décès de Maud de Bourg le 2 juillet 1320, elle hérite d'un tiers de son douaire, qui comprend Usk et Caerleon. Peu après la naissance de sa fille Élisabeth Damory en mai 1318, Élisabeth se retrouve prise dans les tourments politiques du règne de son oncle. En effet, son époux Roger se querelle avec son beau-frère Hugues le Despenser, époux d'Éléonore de Clare. Ce dernier, seigneur de Glamorgan et chambellan royal, devient le seul favori d'Édouard II à la fin de l'année 1318 et, avec le soutien du roi, commence à prendre le contrôle de seigneuries du sud du pays de Galles, dans le but de se consolider par tous les moyens une vaste propriété foncière. Il se concentre sur les possessions de ses belles-sœurs Élisabeth et Marguerite, qui détiennent respectivement Usk et Newport. Face à cette menace, les seigneurs des Marches galloises, dont Roger Damory, se soulèvent contre Hugues le Despenser en mai 1321, s'emparent de ses châteaux de Caerphilly et de Cardiff et imposent son bannissement le 14 août suivant. Ses propriétés des Marches sont confisquées et données à son beau-frère Roger Damory.
Le succès des rebelles est de courte durée, puisque le roi obtient le rappel d'Hugues le Despenser en Angleterre dès le 1er décembre suivant et lance une vaste contre-offensive contre les seigneurs des Marches. En janvier 1322, Élisabeth est faite prisonnière au château d'Usk et brièvement confinée avec ses filles Isabelle et Élisabeth à l'abbaye de Barking, à Londres, sur ordre de son oncle. Son époux Roger, sérieusement blessé lors de la bataille de Burton Bridge, est capturé par les troupes royales le 11 mars suivant au château de Tutbury et y succombe à ses blessures trois jours plus tard. Le roi oblige par la suite Élisabeth à échanger sa seigneurie d'Usk contre la seigneurie moins importante de Gower, qui appartient à Despenser. La transaction a lieu à York à la Noël 1322. Élisabeth se voit pourtant contrainte de restituer Gower à son propriétaire légitime, Guillaume VII de Briouze, qui doit à nouveau la céder à Despenser. En octobre 1326, la rébellion de la reine Isabelle et de son allié Roger Mortimer oblige le roi Édouard II et Hugues le Despenser à s'enfuir vers le sud du pays de Galles. À cette date, Élisabeth semble être retournée au château d'Usk et avoir récupéré la seigneurie après la mort de Despenser, capturé et exécuté sur ordre de la reine au mois de novembre. À la Noël 1326, elle organise une réception très élaborée au château d'Usk, peut-être pour célébrer la disparition de son beau-frère honni, pour laquelle subsiste une longue liste de nourriture et de boissons. Le 26 février 1327, la reine Isabelle rétrocède formellement à Élisabeth les terres qui lui avaient été confisquées en 1322.

### Veuvage, mort et succession

Armoiries du Clare College, aménagé par Élisabeth.

Les informations sur le confortable mode de vie d'Élisabeth de Clare au cours de son veuvage proviennent de l'importance de son trousseau, qui met en évidence ses activités comme celles d'une des femmes les plus riches du XIVe siècle. En plus de son héritage paternel, elle acquiert par son premier mariage avec Jean de Bourg plusieurs biens dans l'Ulster, qu'elle fait gérer en son nom par des agents locaux. De plus, elle hérite de certaines des possessions de Théobald de Verdun en Angleterre et en Irlande, qui constituent son douaire. Enfin, elle obtient des domaines plus modestes en épousant Roger Damory. En 1329, sa rente annuelle s'élève à 2 723 livres et, en 1338, à 2 368 livres. Son indépendance financière lui permet d'assurer l'alimentation de sa retenue, tandis que des documents attestent de l'important travail de son orfèvre personnel en 1333. Élisabeth réside principalement dans son domaine de Clare dans le Suffolk et possède par ailleurs une résidence à Anglesey Abbey dans le Cambridgeshire et une autre à Great Bardfield dans l'Essex. Elle supervise l'administration de ses possessions et entreprend également des travaux de construction à Usk et à Llangibby, où elle reçoit ses amis, dont Marie de Châtillon-Saint-Pol. Élisabeth reste à Usk d'octobre 1348 à avril 1350, peut-être pour échapper à la peste noire. 

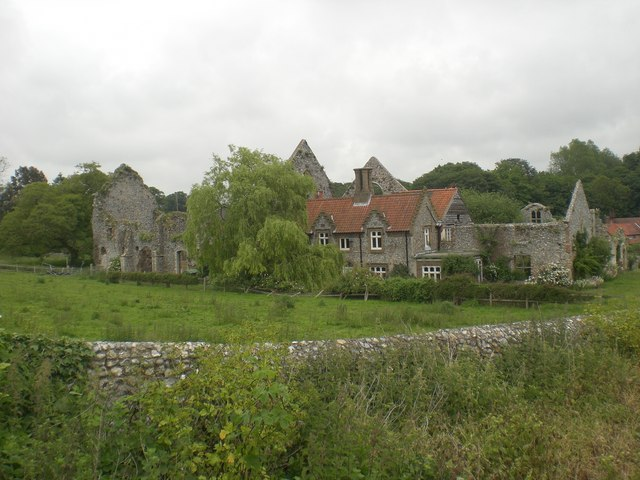
Ruines du prieuré de Walsingham, fondé par Élisabeth.

Élisabeth est reconnue de son vivant pour son esprit charitable et sa grande piété. Elle fait vœu de chasteté en 1343 et réalise de fréquents pèlerinages à Canterbury, à Walsingham et à Bromholm. Ses comptes énumèrent ses aumôneries et son patronage envers ses maisons religieuses préférées, qui sont les prieurés de Clare, d'Anglesey, de Walsingham et de Denny. À la consternation des chanoines augustiniens de Walsingham, dont elle est la bienfaitrice, elle crée également dans la même ville en 1347 un monastère franciscain. En 1352, elle construit une maison à Londres, près du couvent franciscain des Mineures de Stepney, situé près du quartier d'Aldgate. Sa contribution la plus importante et durable concerne toutefois le Clare College, fondé par Richard Badew à Cambridge en 1326,, et commence en 1336 lorsqu'on lui demande de soutenir financièrement l'établissement universitaire. Élisabeth réalise d'autres subventions au collège en 1338, avant que Badew ne lui cède ses droits de mécène en 1346, même si l'établissement scolaire porte officieusement le nom de Clare Hall depuis 1339,. En 1359, elle publie officiellement le statut de l'université.
Élisabeth de Clare meurt le 4 novembre 1360 et est inhumée au couvent des Mineures de Ware aux côtés de son troisième époux, Roger Damory. Ses funérailles sont grandioses et d'une valeur colossale de 200 livres, mais sa tombe n'a pas été conservée. Dans son testament, rédigé le 25 septembre 1355, modifié le 25 septembre 1360 et consulté le 3 décembre suivant, de nombreux legs sont faits au Clare College de Cambridge ainsi qu'au couvent d'Aldgate. Plus d'une douzaine de personnes sont bénéficiaires de dons de sa part : ainsi, elle laisse une image de Jean le Baptiste à sa cousine Jeanne de Bar. L'essentiel de ses biens est toutefois partagé entre sa fille Élisabeth Damory, mariée à John Bardolf, 3e baron Bardolf, et ses différents petits-enfants nés de ses deux premiers enfants Guillaume et Isabelle de Verdun, décédés avant leur mère. Guillaume est effectivement devenu 3e comte d'Ulster à la mort de son grand-père Richard en 1326 et a épousé Maud de Lancastre, qui lui a donné une seule fille et héritière, Élisabeth. Guillaume est mort assassiné en Irlande en 1333 et sa veuve Maud s'est enfuie en Angleterre avec leur fille Élisabeth, qui épouse plus tard Lionel d'Anvers, le deuxième fils du roi Édouard III, et est l'une des héritières principales des biens de sa grand-mère Élisabeth de Clare. Quant à sa fille aînée Isabelle de Verdun, elle a épousé aux alentours de 1328 Henry Ferrers, 2e baron Ferrers de Groby, et a eu de lui cinq enfants, avant de succomber à l'épidémie de peste noire en 1349.